# Gillian Norris
 (mars 2016).
Si vous disposez d'ouvrages ou d'articles de référence ou si vous connaissez des sites web de qualité traitant du thème abordé ici, merci de compléter l'article en donnant les références utiles à sa vérifiabilité et en les liant à la section « Notes et références ».
Gillian Norris, née à Kilmacthomas (Comté de Waterford, Irlande) le 29 décembre 1978, est une danseuse irlandaise. Elle est la danseuse principale de la Troupe 1 de Lord of the Dance.

## Biographie
Son père est charpentier mais aussi chanteur et accordéoniste à ses heures perdues ; sa mère a été danseuse dans le passé. Gillian est la cadette d'une famille de six enfants, elle a trois frères et deux sœurs.
Elle commence la danse irlandaise à 10 ans à la Higgins School of Irish Dance à Waterford. Par la suite elle remportera de nombreux prix, notamment la première place du championnat de Munster, du All-Ireland, du Great Britain National, et une troisième place aux championnats du monde. 
Elle a 17 ans quand elle décroche le rôle de Morrighan dans Lord of the Dance (1996). Elle enfile de nouveau sa robe rouge en 1998 pour Feet Of Flames. La troupe compte alors deux danseuses principales, la première étant Bernadette Flynn. Elle conserve alors son rôle jusqu'en mai 2000 dans la Troupe 2, qu'elle doit quitter pour raisons familiales.
Gillian tente alors de mêler la danse et le chant. Elle sera la vedette de Ragus, spectacle de danse irlandaise à petite production.
En 2001, elle reprend ses études à la Beauty Therapy School et ouvre en 2005 un salon de beauté dans sa ville natale.